# Ischnochiton paessleri
Ischnochiton paessleri är en blötdjursart som beskrevs av Thiele 1910. Ischnochiton paessleri ingår i släktet Ischnochiton och familjen Ischnochitonidae. Inga underarter finns listade i Catalogue of Life.